# ラピドKL
ラピドKL（略称：RapidKL, マレー語：Rangkaian Pengangkutan Integrasi Deras Sdn Bhd、「高速統合交通網」）は、マレーシアのクアラルンプールおよび隣接都市で運行されている公共交通システム。鉄道とバスの路線で構成される。
マレーシア財務省傘下の交通インフラ事業会社プラサラナ・マレーシアによって運行されている。

## データ
- 設立:2004年7月
- 本社:クアラルンプール

## 鉄道
2023年10月現在、以下の6つの鉄道路線が運行されている。そのうち3路線がLRTに分類されるライトメトロで、1路線がモノレール、2路線がMRT（都市鉄道）であり、LRT1路線、MRT1路線が建設中である。3号線と4号線はスントゥル・ティムール駅～チャン・ソウ・リン駅間の11駅は共通区間である。9号線スンガイ・ブロー・カジャン線の第1期の工区（スンガイ・ブロー駅－セマンタン駅間）は2016年12月16日、第2期の工区（セマンタン駅－カジャン駅間）は2017年7月17日に開通。このうち5号クラナ・ジャヤ線と9号スンガイ・ブロー・カジャン線は地下区間を含む路線である。
| 番号 | 路線名                                     | 種類         | 開業年         | 距離    | 駅数 | 区間                                                |
| ---- | ------------------------------------------ | ------------ | -------------- | ------- | ---- | --------------------------------------------------- |
| 3    | ラピドKLアンパン線                         | ライトメトロ | 1996年         | 18 km   | 18   | Sentul Timur- チャン・ソウ・リン駅 - Ampang         |
| 4    | ラピドKLスリ・プタリン線                   | ライトメトロ | 1998年         | 45.1 km | 29   | Sentul Timur - チャン・ソウ・リン駅 - Putra Heights |
| 5    | ラピドKLクラナ・ジャヤ線                   | ライトメトロ | 1998年         | 46.4 km | 37   | Gombak - Putra Heights                              |
| 8    | KLモノレール                               | モノレール   | 2003年         | 8.6 km  | 11   | KLセントラル駅 - ティティワンサ駅                   |
| 9    | スンガイ・ブロー・カジャン線               | MRT          | 2016年         | 51 km   | 31   | Sungai Buloh - Kajang                               |
| 11   | バンダル・ウタマ・ケラン線                 | ライトメトロ | 2024年開通予定 | 36 km   | 25   | Bandar Utama - Johan Setia                          |
| 12   | スンガイ・ブロー・セルダン・プトラジャヤ線 | MRT          | 2022年         | 57.7 km | 37   | Kwasa Damansara - Putrajaya Sentral                 |
|      | 環状線                                     | MRT          | 2028年開通予   | 40.6 km | 52   | Ampang - Sentul Timur                               |

- 乗客数:LRT439,985人/日、モノレール63,778人（2017年）

## バス
- 路線数:98
- 乗客数:498,193人/日（2017年）

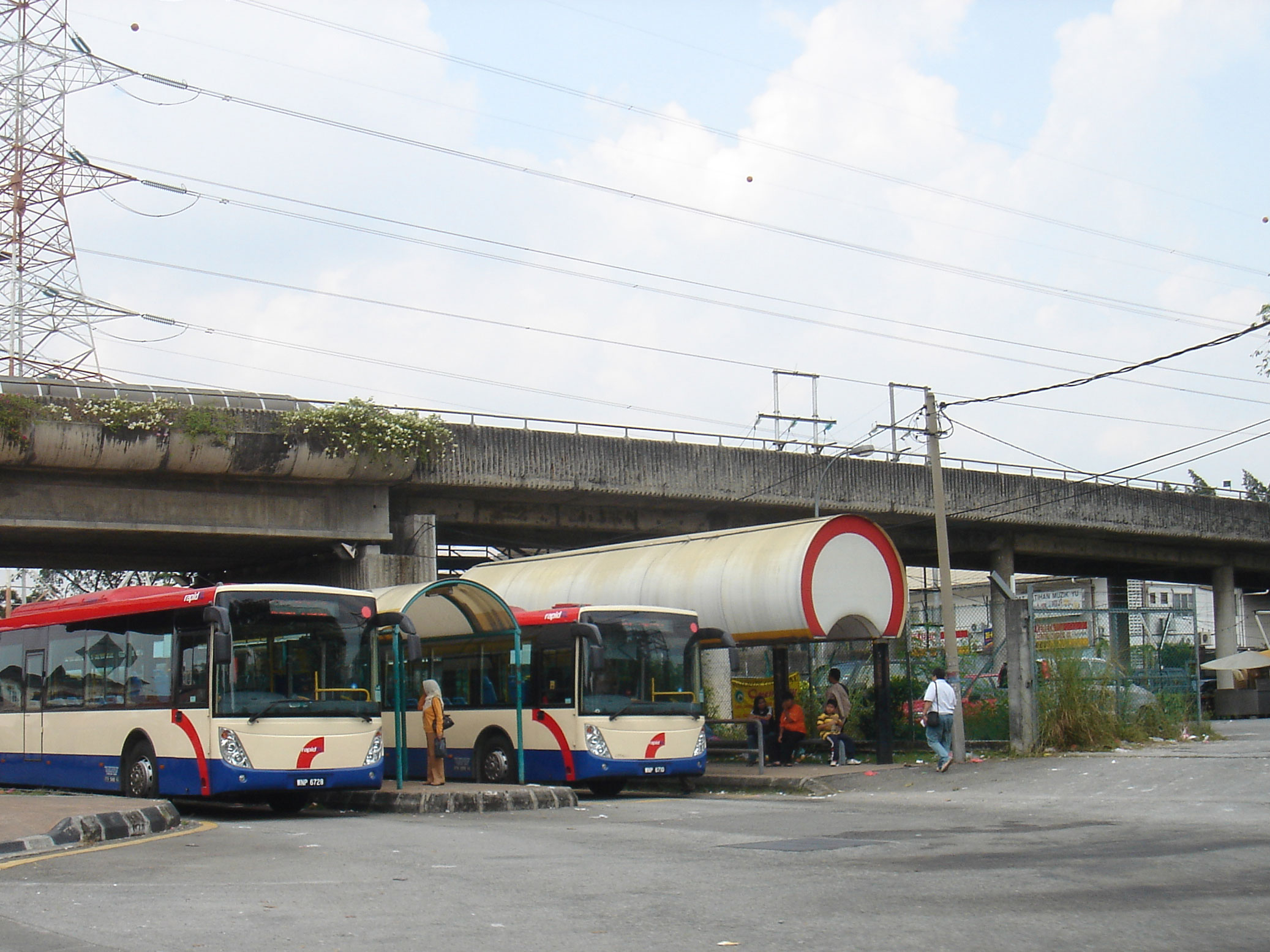
RapidKL社のバス

Rapid KLは、クアラルンプールを中心として、以下のB、U、T、Eの4区分を中心としたバス路線を運行している。

B (Bandar) クアラルンプール市内だけを周回

U (Utama) 郊外と市内ハブを結ぶ路線

T (Tempatan) 郊外だけを周回

E (Express) 郊外への急行

ワンマンバスで料金均一先払い。B、Uは各2RM。Tは1RM。料金支払い時に1日乗車券を受け取る。
同じB、U、Tの記号のバスなら、1日乗車券を見せれば1日中乗り放題。Eは急行で片道券3RM、1日乗車券5RM。

### BRTサンウェイ線
2015年に運行を開始したバス・ラピッド・トランジット路線。
詳細はラピドKLサンウェイ線を参照
- 駅数:7
- 総延長:5.6km

## 子会社
- ラピド・ペナン (Rapid Penang)

ペナン島でバスを運行する子会社

## ギャラリー

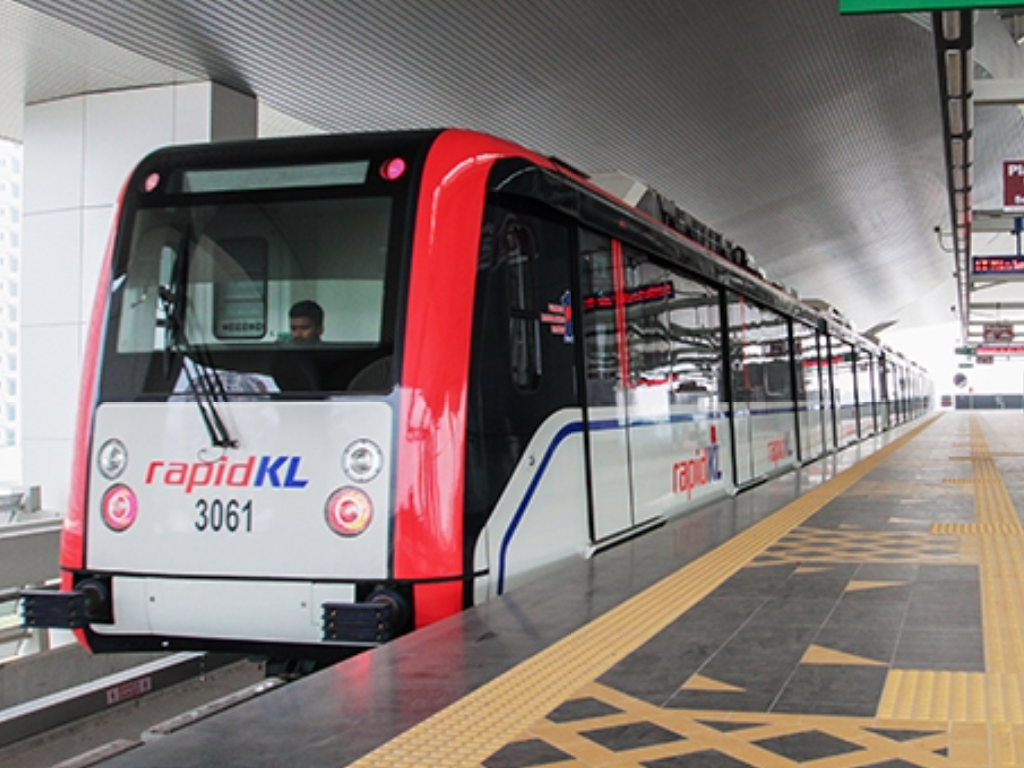
アンパン線の車両
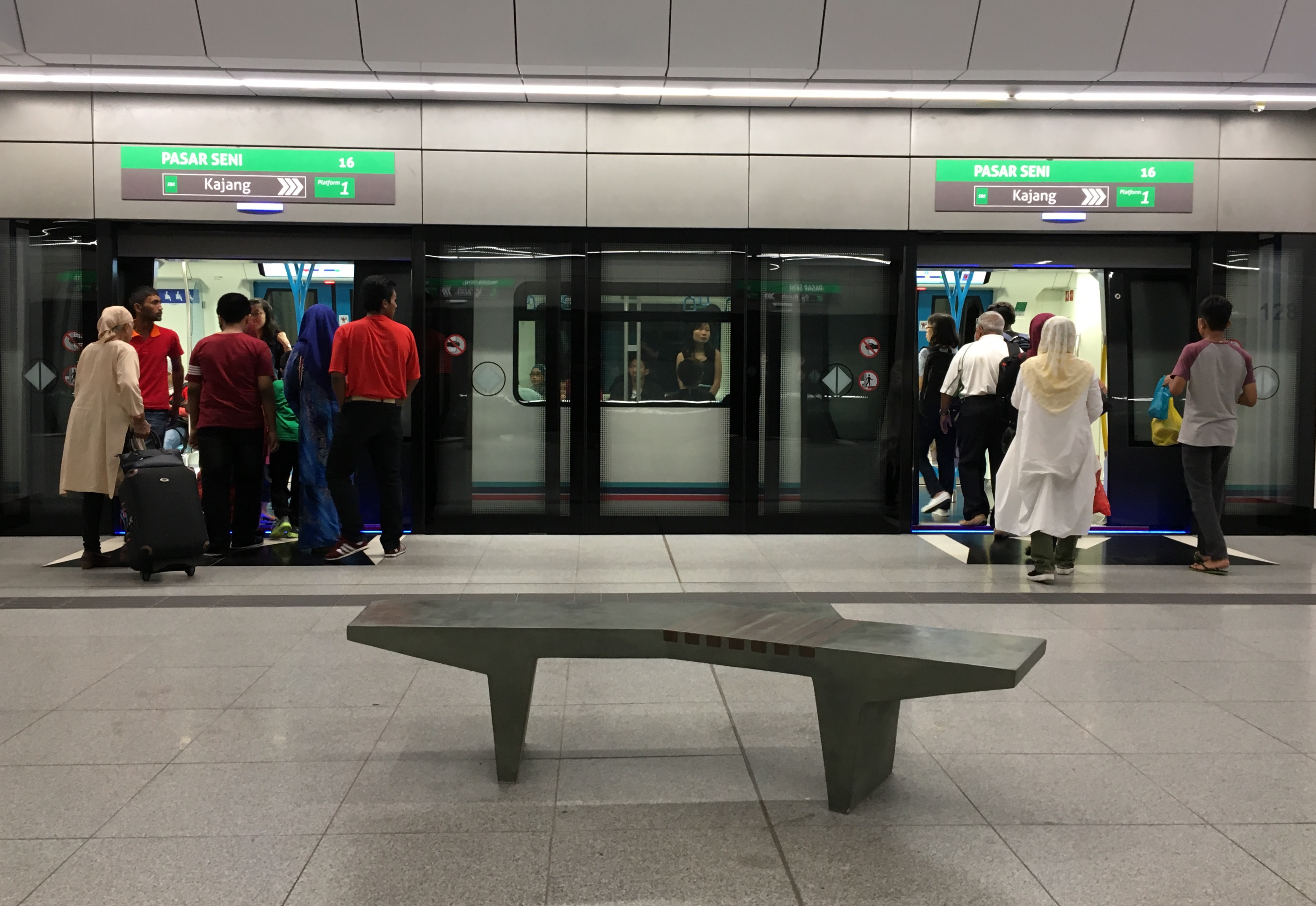
スンガイブロー～カジャン線Pasar Seni駅
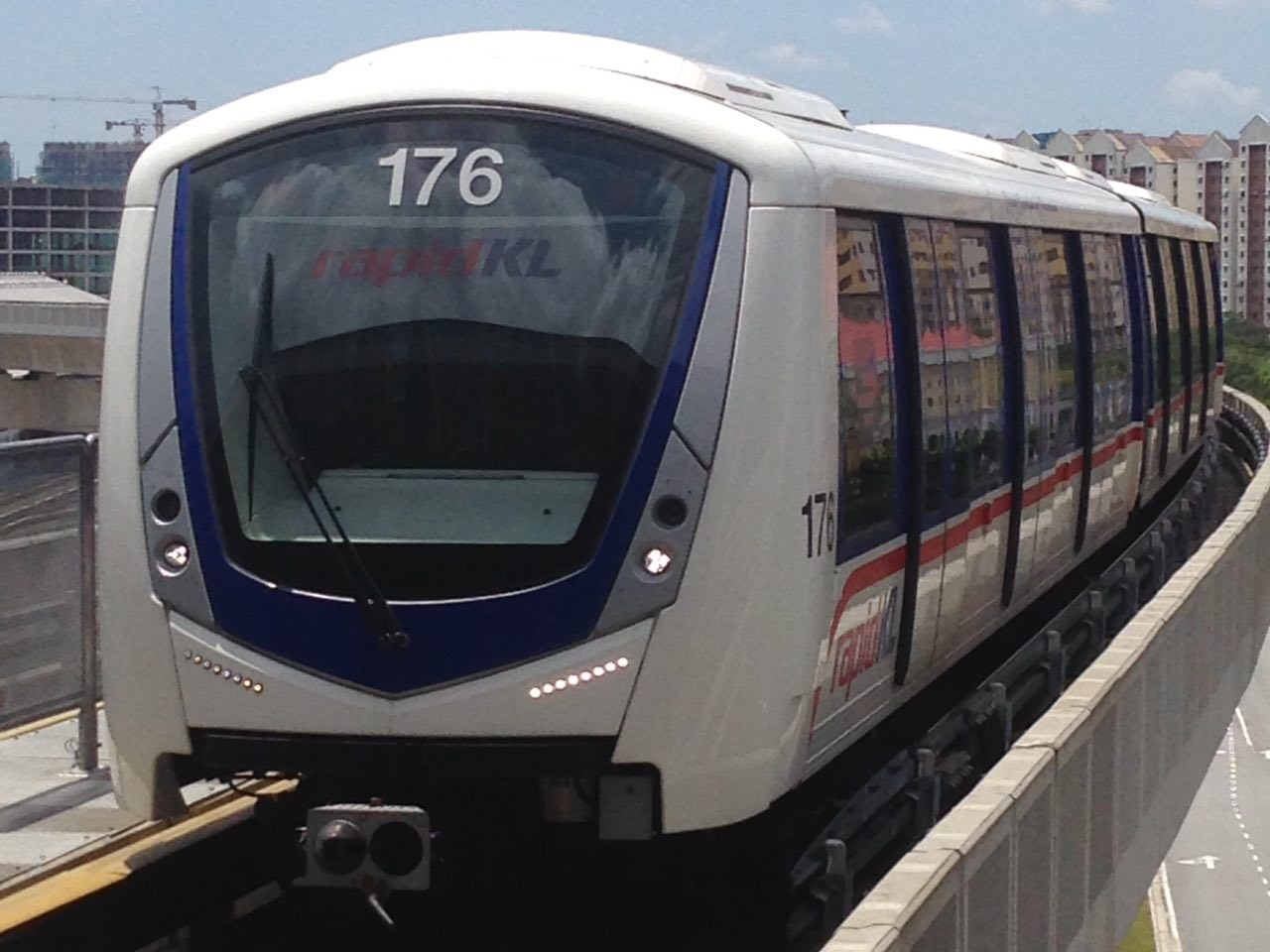
クラナ・ジャヤ線の車両
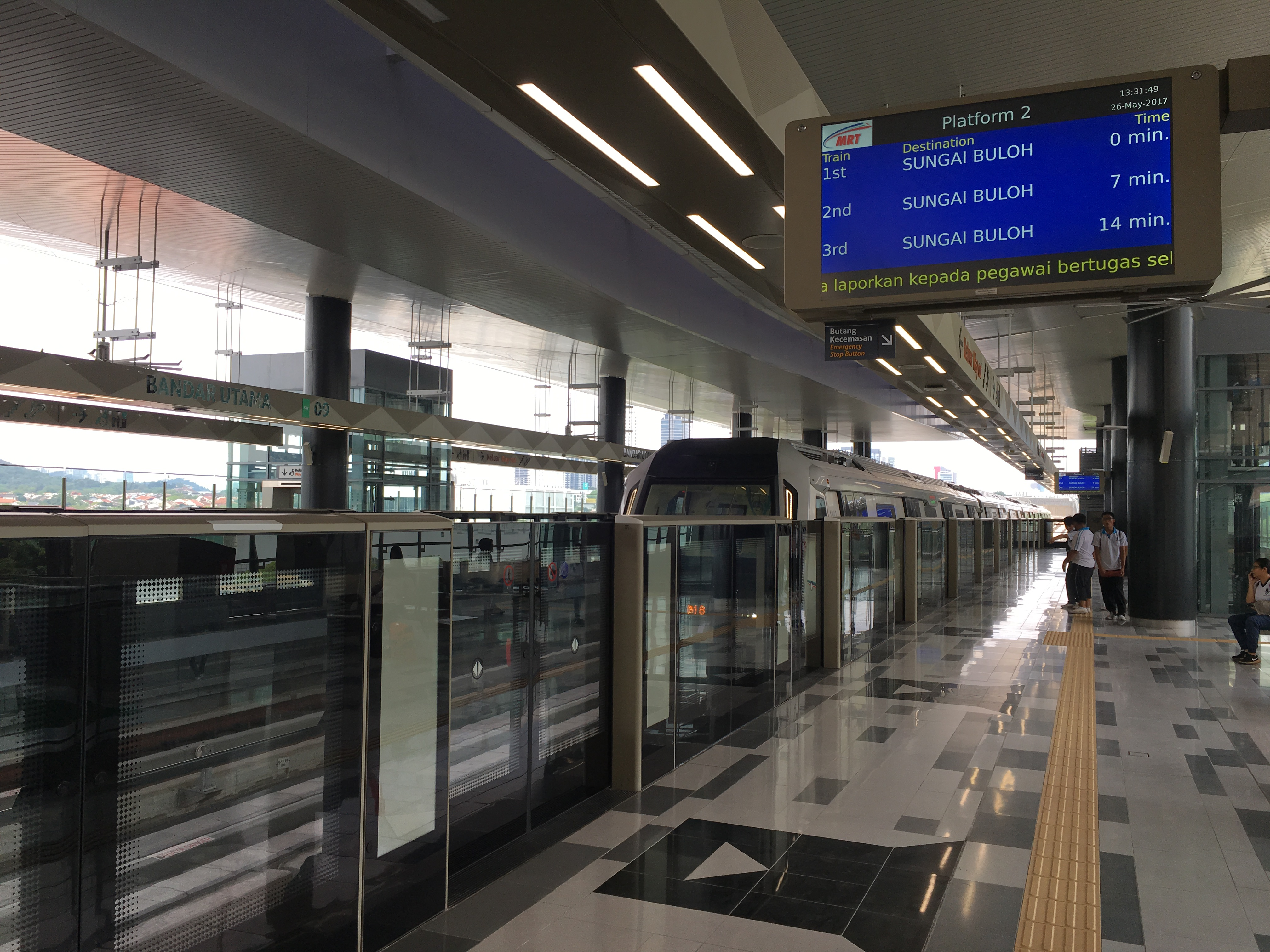
スンガイブロー～カジャン線のホームドア
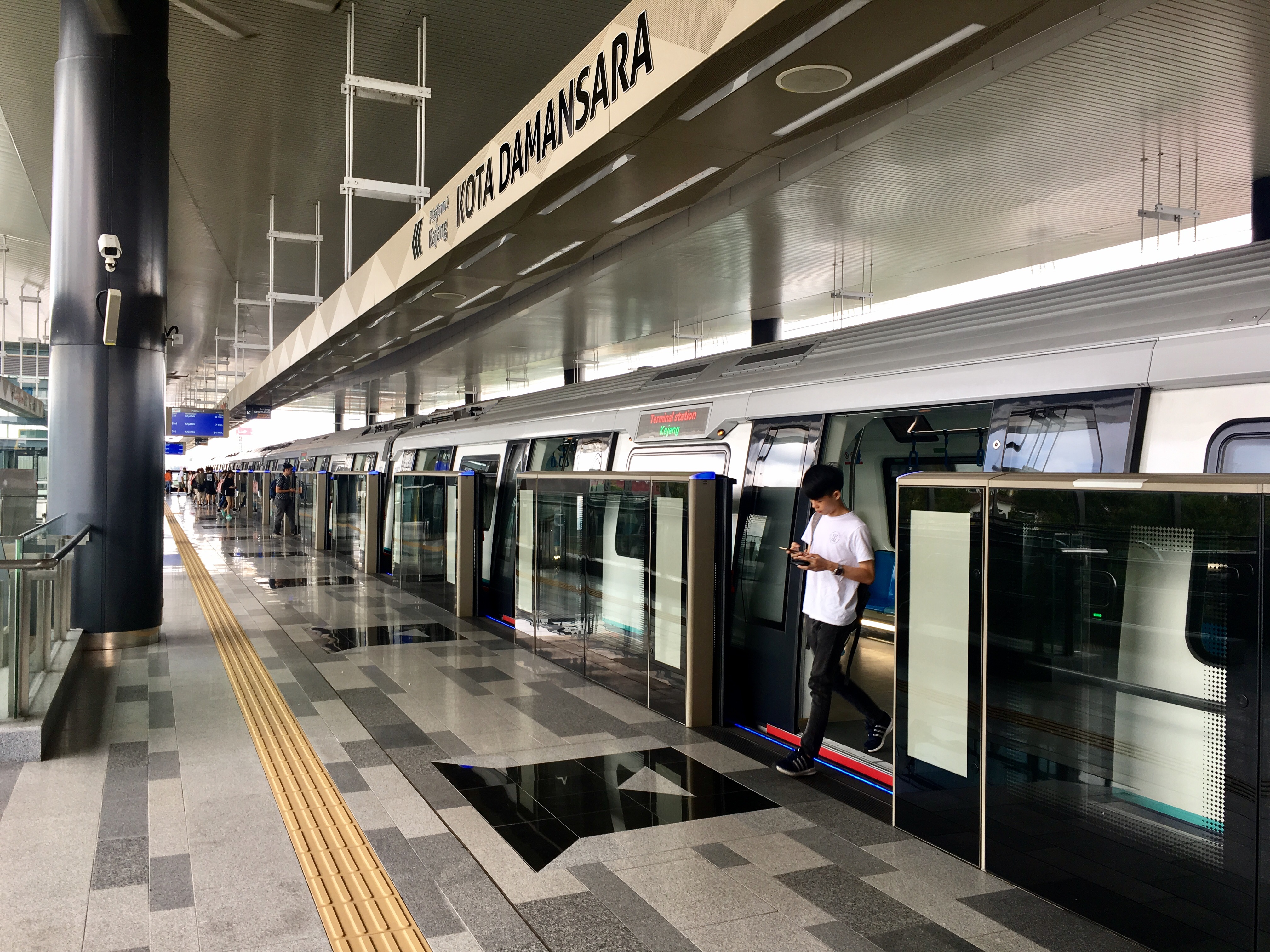
Kwasa Sentral駅
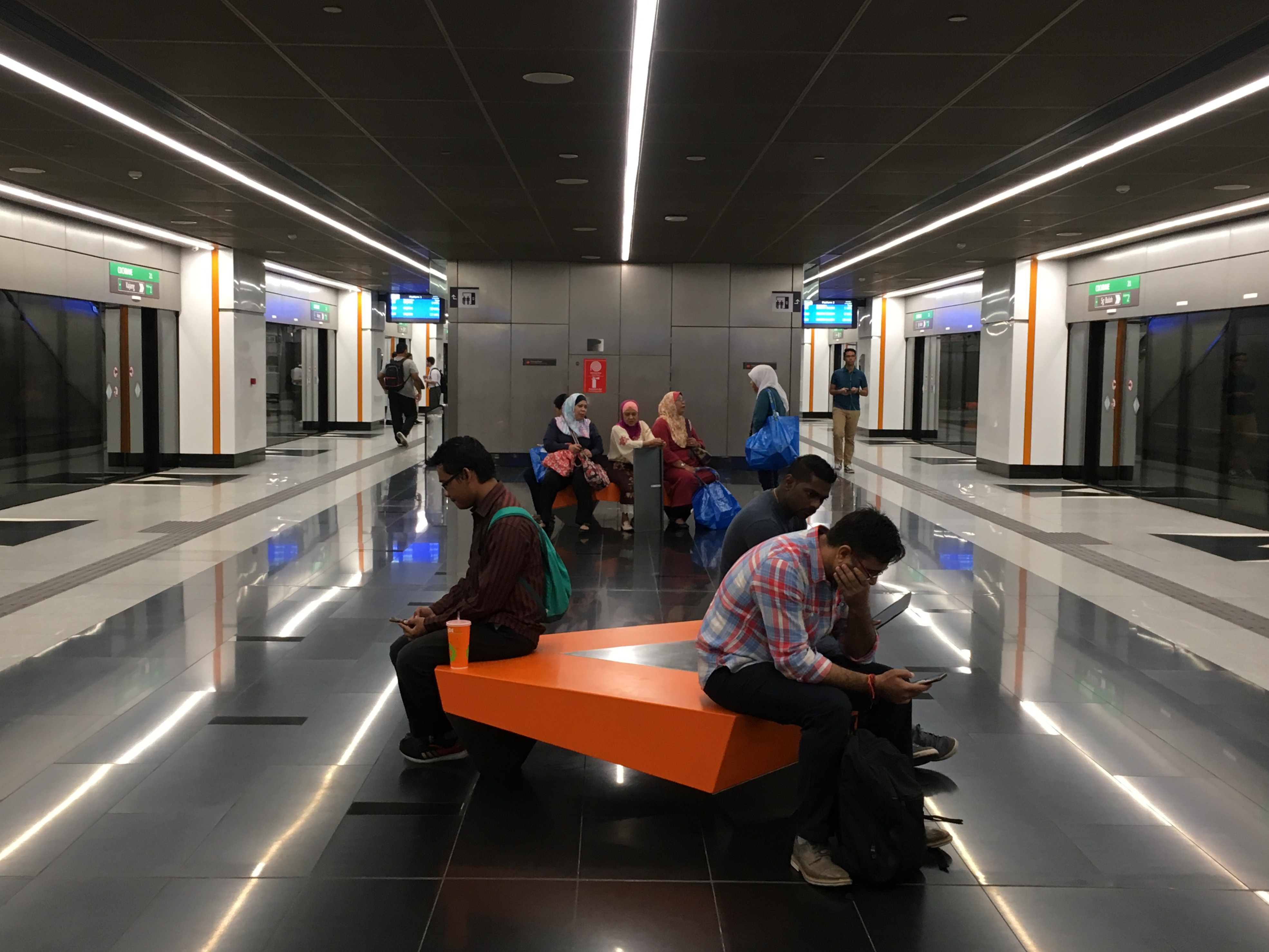
Cochrane駅
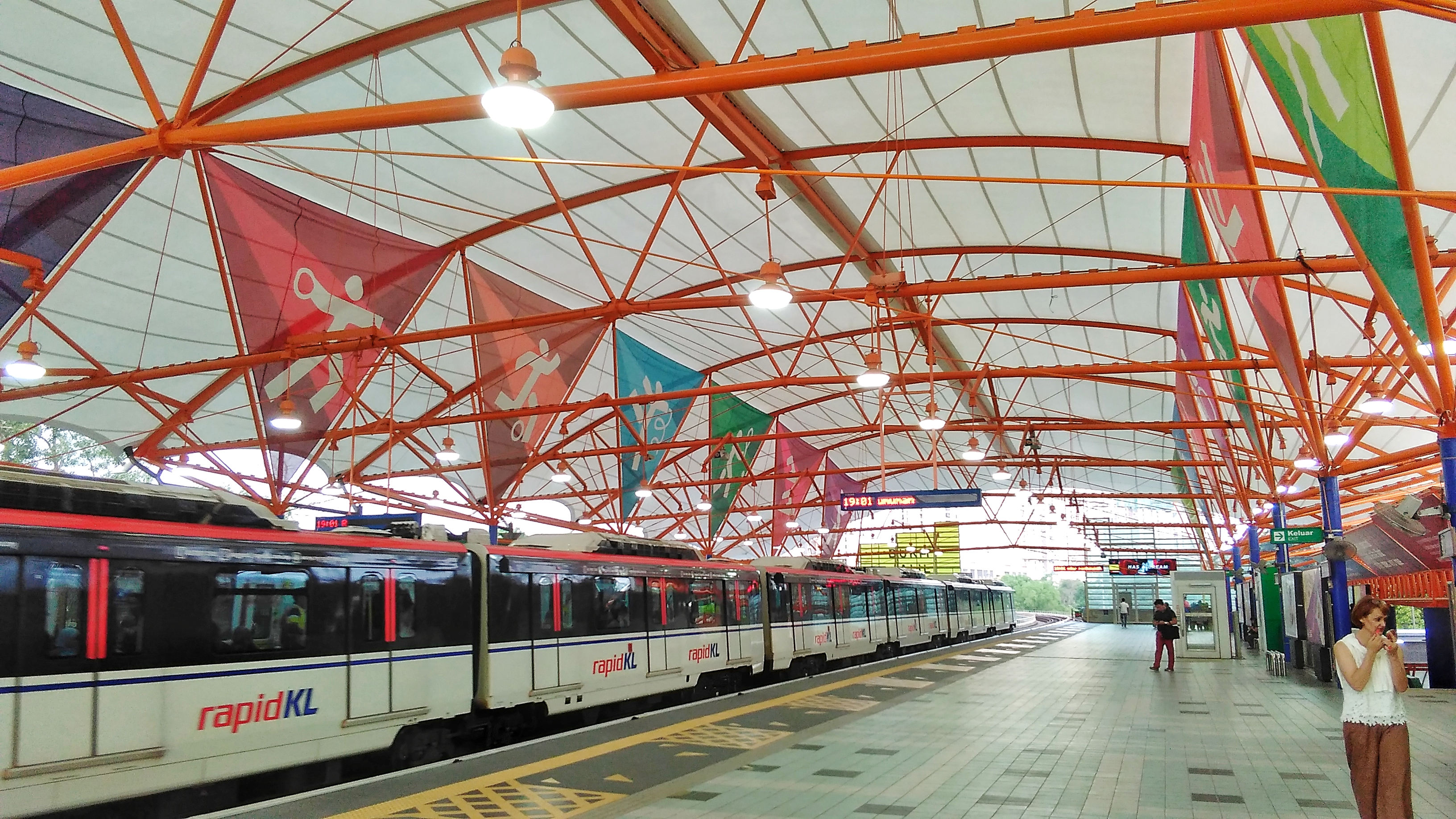
Bukit Jalil駅
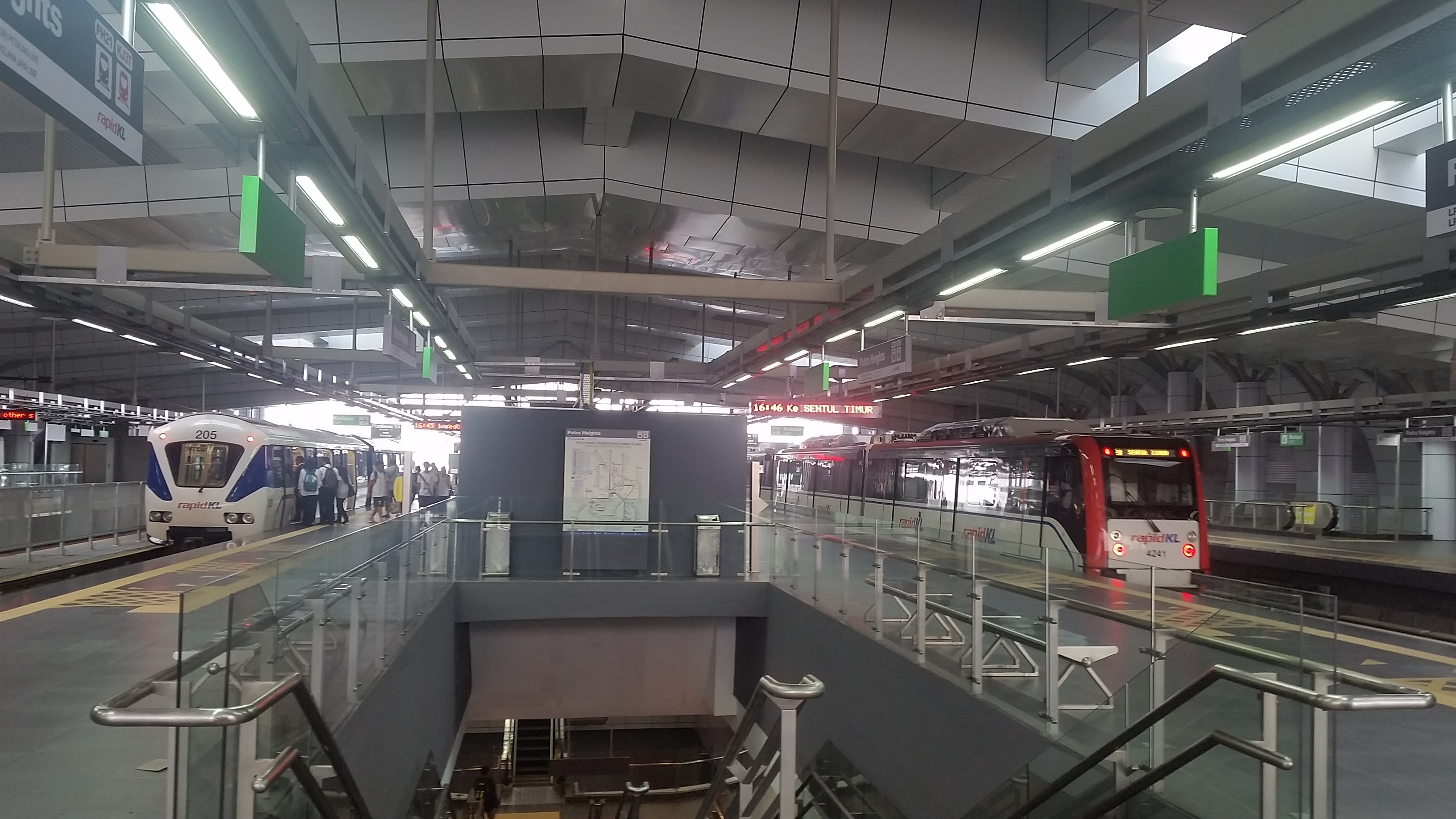
Putra Heights駅
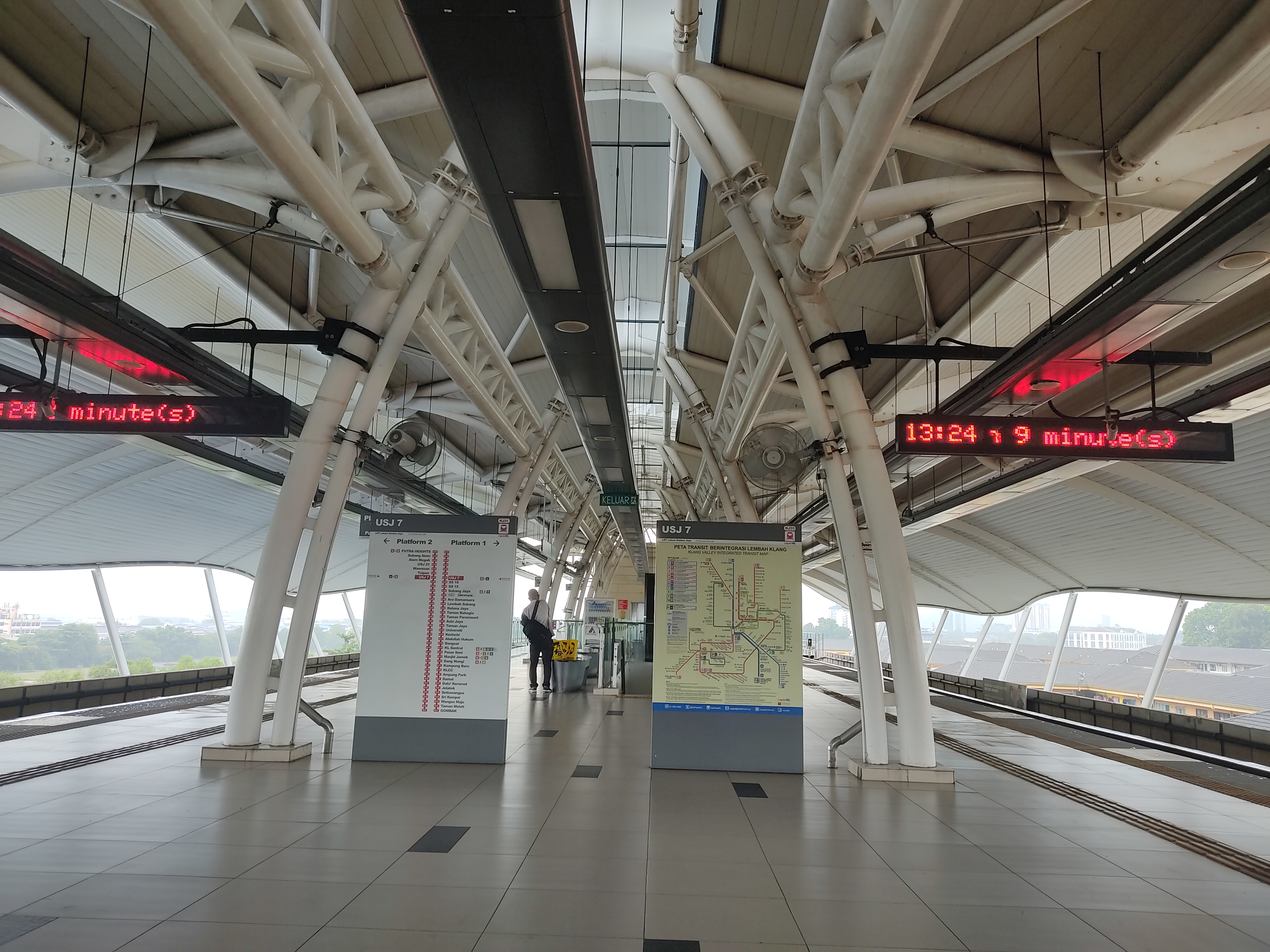
USJ 7駅
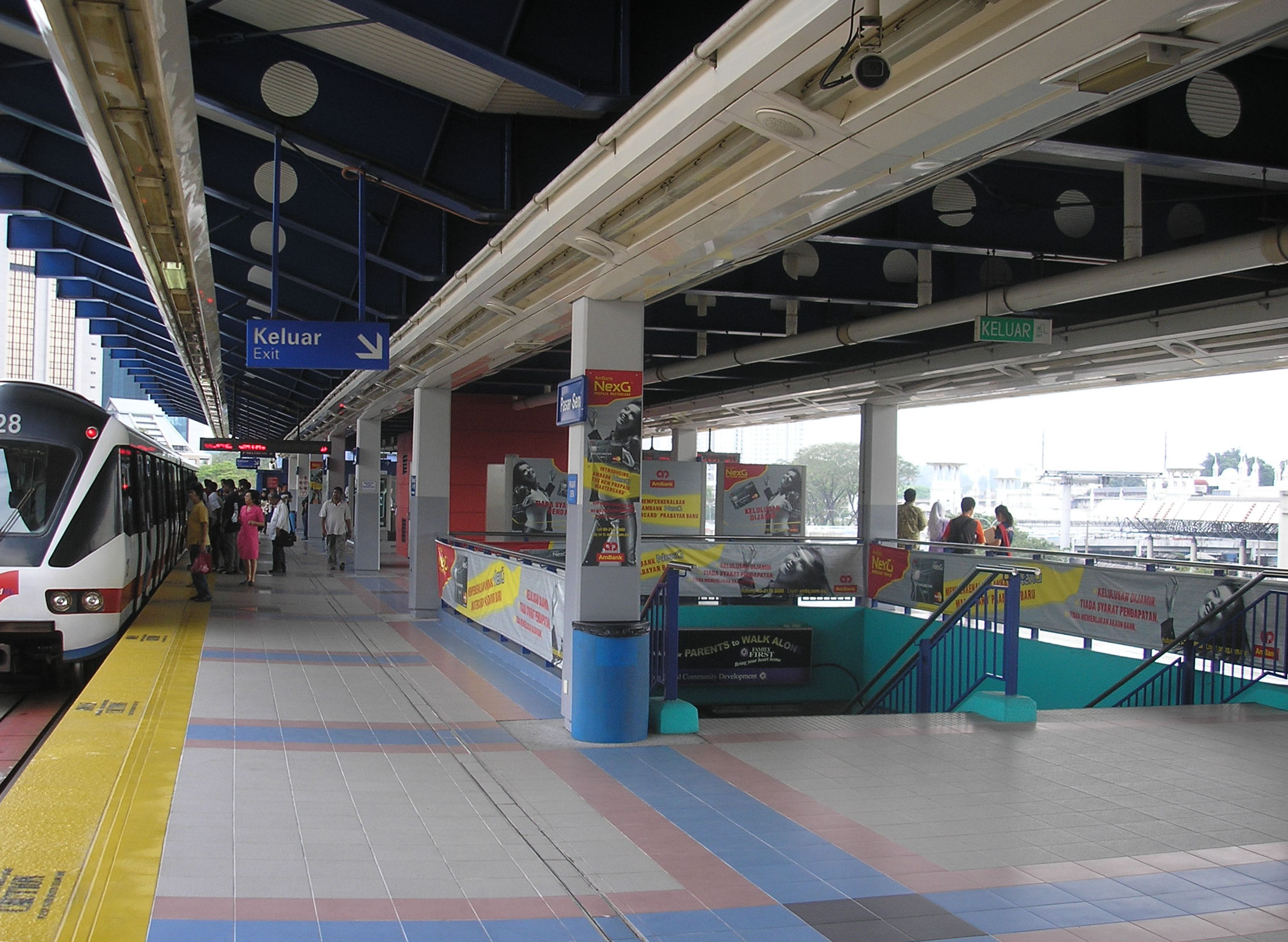
Pasar Seni駅
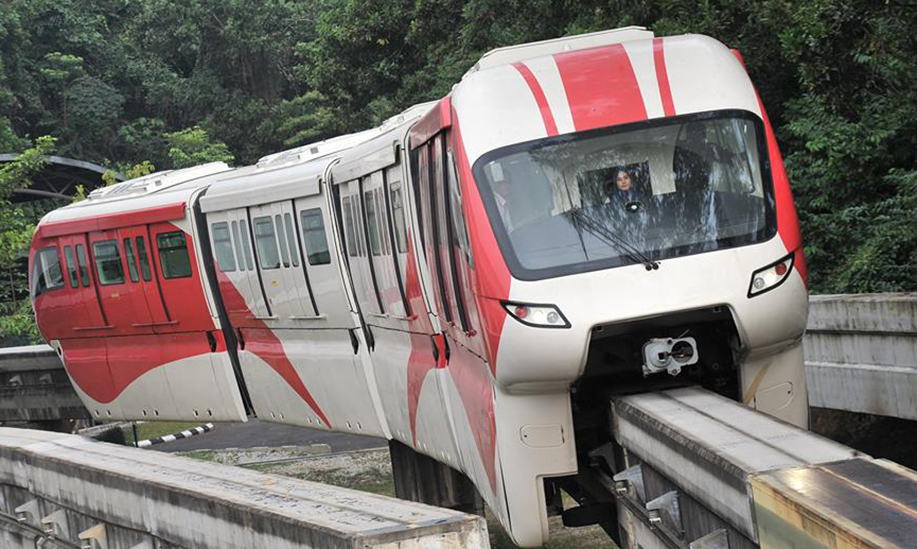
8号線のモノレール
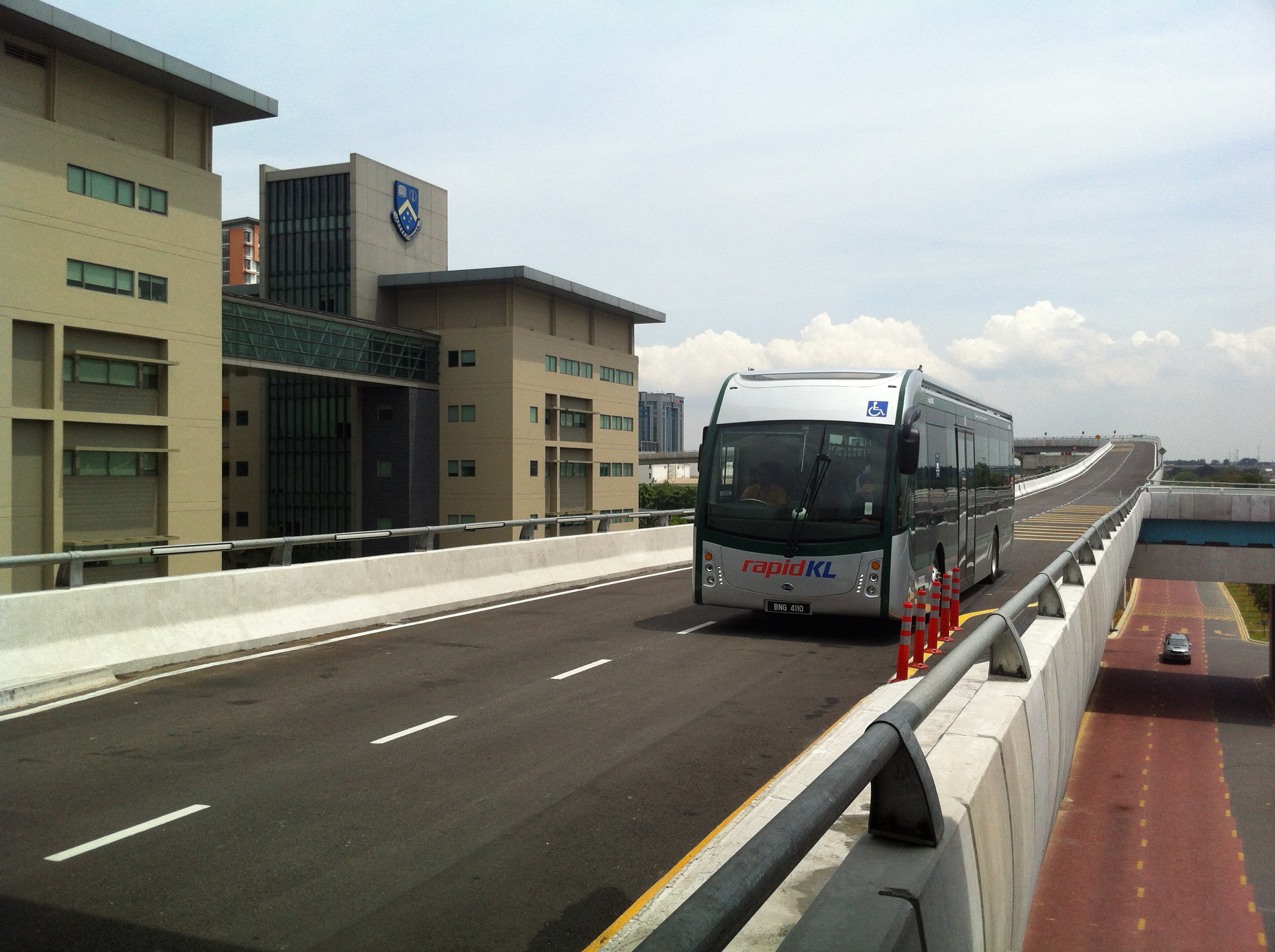
BRTサンウェイ線